# ويليام ستيفنسون (سياسي نيوزلندي)
ويليام ستيفنسون (بالإنجليزية: William Stevenson)‏ هو سياسي نيوزلندي، ولد في 1901، وتوفي في 1983.